# Katja Salskov-Iversen
Katja Steen Salskov-Iversen (19 agosto 1994) è una velista danese.

## Palmarès

### Olimpiadi
- 1 medaglia:
  - 1 bronzo (Rio de Janeiro 2016 nel 49erFX)

### Mondiali
- 1 medaglia:
  - 1 oro (Matosinhos 2017 nel 49erFX)